# Vernashen
Vernashen (in armeno Վերնաշեն?)  è un comune di 1 262 abitanti (2008) della Provincia di Vayots Dzor in Armenia.